# 薩克森-魏森費爾斯的瑪格達列娜·希比拉 (1673-1726)
瑪格達列娜·希比拉（德語：Magdalena Sibylla von Sachsen-Weißenfels，1673年9月3日—1726年11月28日），薩克森-艾森納赫公爵夫人，薩克森-魏森費爾斯公爵約翰·阿道夫一世的女兒。

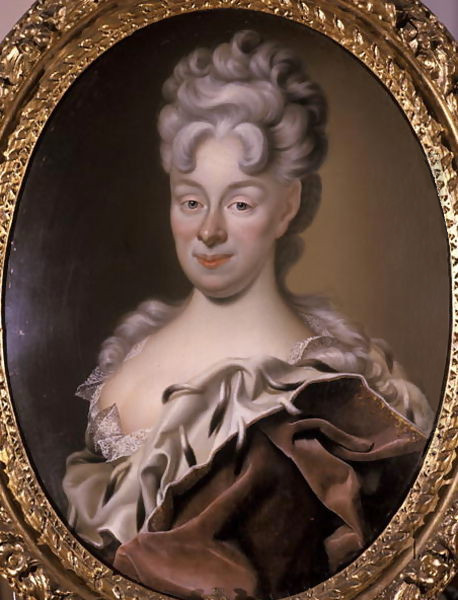

## 家庭
1708年，瑪格達列娜·希比拉與薩克森-艾森納赫公爵約翰·威廉結婚，兩人共有1子2女：
1. 約翰娜·索菲（1710年—1711年），夭折
2. 克莉絲蒂安·威廉明妮（德语：Christiane Wilhelmine von Sachsen-Eisenach）（1711年—1740年）
3. 約翰·威廉（1713年—1713年），夭折